# Zhongshan (okres Zhou)
Zhongshan (chiń. upr. 中山国; chiń. trad. 中山國; pinyin Zhōngshān Guó; Wade-Giles Chung-shan Kuo) – państwo w dawnych Chinach, leżące w dzisiejszej prowincji Hebei. W okresie Walczących Królestw, mimo niewielkich rozmiarów, odgrywało istotną rolą bufora między Yan a Zhao. Założone przez Xianyu, północnych nomadów, którzy osiedlili się między ludami chińskimi, pierwotnie określane było jako Bai Di. W latach 408-406 p.n.e. zaatakowało je i w końcu podbiło państwo Wei. Po czterdziestoletnim okresie dominacji Wei, Zhongshan odzyskało niepodległość w 377 roku p.n.e. i mimo zniszczeń wywołanych kampaniami Wei w połowie IV wieku p.n.e., było na tyle silne, by wzorem większych sąsiadów, władca Zhongshan przyjął w 323 roku p.n.e. tytuł królewski (wang), dotąd zastrzeżony jedynie dla domu panującego Zhou. Choć nieduże, miało wiele ufortyfikowanych miast i sprawną armię, dysponującą tysiącem rydwanów bojowych. 
Zostało ostatecznie zniszczone i wchłonięte przez Zhao w 295 lub 296 roku p.n.e.
Należało do państw kulturowo pogranicznych, choć znaleziska potwierdzają, że od końca V wieku p.n.e. było zdecydowanie „wewnątrz świata chińskiego”. Wpływy niechińskich kultur stepu na kulturę Zhongshan były jednak też widoczne, np. w sztuce odnalezionej w mauzoleum króla Zhongshan, Cuo (IV w.), niedaleko stolicy państwa, Lingshou. Rytualne naczynia brązowe np. typu ding były typowo „chińskie”, podczas gdy pełnofigurowe postacie zwierząt zdradzały silne wpływy sztuki kultur stepowych. W tym (niedokończonym) mauzoleum odnaleziono też jego plan, będący najstarszym rysunkiem architektonicznym w Chinach.